# Daniel Chrząstowski
Daniel Chrząstowski herbu Lubicz odmienny (zm. 7 stycznia 1665 roku) – miecznik żmudzki w latach 1648-1665.
W 1648 roku był elektorem Jana II Kazimierza Wazy z Księstwa Żmudzkiego.